# Nowokosino
Nowokosino (ros. Новокосино) – stacja moskiewskiego metra linii Kalinińskiej, stanowiąca wschodni koniec linii. Położona w mieście Rieutowie (Obwód moskiewski). Wyjścia prowadzą na ulice Nosowichinskoje Szosse, Gorodeckaja, Nowokosinskaja, Suzdalskaja i Jużnaja.

## Budowa
Budowę stacji planowano od lat 60., ale konkretne decyzje zapadły dopiero na początku XXI wieku. Rozpoczęcie prac w październiku 2008 roku opóźniono o kilka miesięcy ze względów finansowych. Tunel łączący ze stacją Nowogiriejewo rozpoczęto kopać jesienią 2010 na głębokości 10-17 metrów. Konstrukcja i wkykończenie stacji ma być ukończone do końca 2011 roku. 18 września 2010 ówczesny mer Moskwy Jurij Łużkow zapowiedział otwarcie stacji na połowę 2012 roku. Miało ono ostatecznie miejsce 30 sierpnia 2012 z udziałem prezydenta Putina i mera Moskwy Sobianina.